# Annapura, Arsikere
Annapura là một làng thuộc tehsil Arsikere, huyện Hassan, bang Karnataka, Ấn Độ.